# 닌텐도 개발 제일부
닌텐도 개발 제일부(任天堂開発第一部, 약칭 닌텐도 R&D1)는 닌텐도에 존재했던 가장 오래된 비디오 게임 개발 부서였다. 1960년대에 닌텐도가 전자오락으로 사업을 확장하면서 요코이 군페이를 주축으로 개발자들이 모여 탄생했으며, 1972년 무렵 20여 명 가량의 개발진이 갖춰지면서 닌텐도 내부에서의 위치를 공고히하기 시작했다. 설립 당시에는 닌텐도 개발부라는 상호를 사용했으나 1978년 닌텐도 본사로부터 분리하면서 사명을 현재 알려진 이름으로 변경했다.
개발 제일부가 제작한 대표적인 초기 닌텐도 게임으로 《메트로이드》, 《마리오브라더스》와 《동키콩》이 있다. 1989년부터는 휴대용 게임기 게임보이 기기 개발에 참여했으며, 또한 해당 기종으로 《슈퍼 마리오 랜드》와 같은 흥행작들을 개발해 출시했다.
1997년 요코이의 사임 후부터는 이즈시 타케히로가 관리자로서 운영했다. 2004년 닌텐도 사장 이와타 사토루가 닌텐도 개발 제이부와 함께 부서를 구조조정하면서 닌텐도 기획개발본부로 흡수됐다.

## 개발작

### 비디오 게임기
| 연도 | 이름              | 각주 |
| ---- | ----------------- | ---- |
| 1989 | 게임보이          |      |
| 1995 | 게임보이 브라더스 |      |
| 1995 | 버추얼 보이       |      |
| 1996 | 게임보이 포켓     |      |

### 비디오 게임
| 연도 | 이름                                      | 장르            | 기종                       | 각주 |
| ---- | ----------------------------------------- | --------------- | -------------------------- | ---- |
| 1983 | 동키콩                                    | 플랫폼          | 패밀리 컴퓨터              |      |
| 1983 | 베이스볼                                  | 스포츠          | 패밀리 컴퓨터              |      |
| 1984 | 동키콩 3                                  | 슈팅            | 패밀리 컴퓨터              |      |
| 1984 | 데빌 월드                                 | 미로            | 패밀리 컴퓨터              |      |
| 1984 | 도시의 챔피언                             | 격투            | 패밀리 컴퓨터              |      |
| 1984 | 클루 클루 랜드                            | 퍼즐            | 패밀리 컴퓨터              |      |
| 1985 | 벌룬 파이트                               | 액션            | 패밀리 컴퓨터              |      |
| 1985 | 아이스 클라이머                           | 플랫폼          | 패밀리 컴퓨터              |      |
| 1985 | 레킹 크루                                 | 액션, 퍼즐      | 패밀리 컴퓨터              |      |
| 1986 | 베이스볼                                  | 스포츠          | 패미컴 디스크 시스템       |      |
| 1986 | 검슈                                      | 슈팅            | 패밀리 컴퓨터              |      |
| 1986 | 메트로이드                                | 액션 어드벤처   | 패미컴 디스크 시스템       |      |
| 1986 | 키드 이카루스                             | 액션, 플랫폼    | 패미컴 디스크 시스템       |      |
| 1987 | 키드 이카루스                             | 액션, 플랫폼    | 패밀리 컴퓨터              |      |
| 1987 | 메트로이드                                | 액션 어드벤처   | 패밀리 컴퓨터              |      |
| 1987 | 나카야마 미호의 두근두근 하이 스쿨        | 연애 시뮬레이션 | 패미컴 디스크 시스템       |      |
| 1988 | 패미컴 탐정 클럽                          | 어드벤처        | 패밀리 컴퓨터              |      |
| 1989 | 베이스볼                                  | 스포츠          | 게임보이                   |      |
| 1989 | 앨리웨이                                  | 퍼즐            | 게임보이                   |      |
| 1989 | 패미컴 탐정 클럽 2                        | 어드벤처        | 패밀리 컴퓨터              |      |
| 1989 | 테트리스                                  | 퍼즐            | 게임보이                   |      |
| 1989 | 테트리스                                  | 퍼즐            | 패밀리 컴퓨터              |      |
| 1989 | 슈퍼 마리오 랜드                          | 플랫폼          | 게임보이                   |      |
| 1990 | 닥터 마리오                               | 퍼즐            | 패밀리 컴퓨터, 게임보이    |      |
| 1990 | 솔러스트라이커                            | 슈팅            | 게임보이                   |      |
| 1990 | 바커 빌의 트릭 슈팅                       | 슈팅            | 패밀리 컴퓨터              |      |
| 1991 | 키드 이카루스: 오브 미스즈 앤드 몬스터즈  | 액션, 플랫폼    | 게임보이                   |      |
| 1991 | 메트로이드 II: 사무스의 귀환              | 액션 어드벤처   | 게임보이                   |      |
| 1992 | 클루 클루 랜드: 웰컴 투 뉴 클루 클루 랜드 | 퍼즐            | 패미컴 디스크 시스템       |      |
| 1992 | 요시의 쿠키                               | 퍼즐            | 패밀리 컴퓨터, 게임보이    |      |
| 1992 | 슈퍼 마리오 랜드 2: 6개의 금화            | 플랫폼          | 게임보이                   |      |
| 1994 | 슈퍼 마리오 랜드 3: 와리오 랜드           | 플랫폼          | 게임보이                   |      |
| 1994 | 슈퍼 메트로이드                           | 액션 어드벤처   | 슈퍼 패미컴                |      |
| 1994 | 와리오의 숲                               | 퍼즐            | 슈퍼 패미컴, 패밀리 컴퓨터 |      |
| 1995 | 마리오의 테니스                           | 스포츠          | 버추얼 보이                |      |
| 1995 | 텔레로복서                                | 격투            | 버추얼 보이                |      |
| 1995 | 마리오 클래시                             | 액션            | 버추얼 보이                |      |
| 1995 | 버추얼 보이 와리오 랜드                   | 플랫폼          | 버추얼 보이                |      |
| 1995 | 커비의 블록볼                             | 액션            | 게임보이                   |      |
| 1997 | 게임 & 워치 갤러리                        | 미니게임 모음   | 게임보이                   |      |
| 1997 | BS 탐정 클럽 ~눈에 묻힌 과거~             | 어드벤처        | 사테라뷰                   |      |
| 1997 | 게임 & 워치 갤러리 2                      | 미니게임 모음   | 게임보이                   |      |
| 1997 | 게임 & 워치 갤러리 2                      | 미니게임 모음   | 게임보이 컬러              |      |
| 1998 | 와리오 랜드 II                            | 플랫폼          | 게임보이                   |      |
| 1998 | 와리오 랜드 II                            | 플랫폼          | 게임보이 컬러              |      |
| 1999 | 게임 & 워치 갤러리 3                      | 미니게임 모음   | 게임보이 컬러              |      |
| 2000 | 트레이드 & 배틀: 카드 히어로              | RPG             | 게임보이 컬러              |      |
| 2000 | 와리오 랜드 3                             | 플랫폼          | 게임보이 컬러              |      |
| 2000 | 죄와 벌                                   | 슈팅            | 닌텐도 64                  |      |
| 2001 | 와리오 랜드 4                             | 플랫폼          | 게임보이 어드밴스          |      |
| 2002 | 메트로이드 퓨전                           | 액션 어드벤처   | 게임보이 어드밴스          |      |
| 2003 | 닌텐도 퍼즐 컬렉션                        | 퍼즐            | 게임큐브                   |      |
| 2003 | 메이드 인 와리오                          | 미니게임 모음   | 게임보이 어드밴스          |      |
| 2003 | 모여라 메이드 인 와리오                   | 미니게임 모음   | 게임큐브                   |      |
| 2004 | 메트로이드: 제로 미션                     | 액션 어드벤처   | 게임보이 어드밴스          |      |

## 참조
1. ↑  전체 상호 Nintendo Research & Development No. 1 Department
2. ↑  일본어: 任天堂開発部, Nintendo Research & Development Department